# 博西西奥帕里尼
博西西奥帕里尼（義大利語：Bosisio Parini），是意大利莱科省的一个市镇。总面积6.6平方公里，人口3470人，人口密度525.8人/平方公里（2009年）。国家统计（ISTAT）代码为097009。
博西西奥帕里尼与布里安扎地区安诺内、切萨纳布里安扎、埃乌皮利奥、莫尔泰诺和罗杰诺接壤。

## 知名人物
- Giuseppe Parini，诗人